# André d'Albon (1866-1912)
Pour les articles homonymes, voir Famille d'Albon (Lyonnais) et Albon (homonymie).
 (août 2017).
Si vous disposez d'ouvrages ou d'articles de référence ou si vous connaissez des sites web de qualité traitant du thème abordé ici, merci de compléter l'article en donnant les références utiles à sa vérifiabilité et en les liant à la section « Notes et références ».
André d'Albon (Paris, 1er janvier 1866 - château d'Avauges, 8 décembre 1912), marquis d'Albon, était un historien français de la fin du XIXe siècle et du début du XXe siècle. Il s'est surtout consacré à la région lyonnaise et à un cartulaire de l'Ordre du Temple.

## Biographie
Membre de la famille d'Albon qui remonte sa filiation suivie à André d'Albon, bourgeois de Lyon en 1268 qui s'agrégea à la noblesse à la fin de sa vie par l'acquisition en 1288 du fief de Curis, près de Lyon, Guigues Alexis Marie Joseph André 4e marquis d'Albon, naît le 1er janvier 1866 à Paris VIIIe. Il est le fils du marquis Raoul d'Albon (1809-1879) et de sa femme, sa nièce Suzanne d'Albon (1834-1883). Il épouse en 1891 Marie de Nettancourt-Vaubécourt (1871-1952), dont il aura deux enfants, Antoine et Anne-Claude.
Son précepteur, féru de parchemins, lui en enseigne la lecture. À dix-huit ans André d'Albon est membre de la Diana de Montbrison. En 1893, il publie sa première étude sur un document de famille. Il se spécialise dans l'histoire du Forez, du Lyonnais, et aussi du Dauphiné ; il écrit sur les chanoines de Lyon, les dames du chapitre noble du Lyonnais au déclin du XVIIe siècle et les francs-maçons lyonnais avant la Révolution, sur Gaudemar du Fay, conseiller en Viennois du Comte Vert, sur les Poisieux, seigneurs de Septème au XVIe siècle, sur la famille auvergnate et forézienne de Nérestang, sans parler de travaux de généalogie familiale.
Il s'intéresse aussi aux astrologues, à une très riche collection de journaux révolutionnaires, et au Cartulaire général du Temple, suite semble-t-il à la publication du Cartulaire général des Hospitaliers de Joseph Delaville-Le Roulx ; André d'Albon avait d'ailleurs pour ancêtres Pons d'Albon, précepteur de France, et Guy d'Albon, chef de la maison de Laumusse. Malgré une correspondance et des recherches étendues à toute l'Europe, il ne peut publier, parmi les documents postérieurs à l'année 1150, que ceux qui concernaient les commanderies françaises, à quelques exceptions près (anglaises et belges).

## Projets inachevés
André d'Albon souhaitait publier avec J. Beyssac une nouvelle édition du Gallia Christiana pour la région lyonnaise ; et aussi une Histoire complète de l'Ordre du Temple en France, pour laquelle il avait réuni des copies de sa Règle et du procès des Templiers.
Le Cartulaire général du Temple (1119?-1150) parut à titre posthume. En 1922, Madame d'Albon publia un « Fascicule complémentaire contenant la table des sommaires des actes et l'identification des noms de lieux ». Puis, elle remit le reste des documents au Cabinet des manuscrits de la Bibliothèque Nationale.

## Sources
- Damien Carraz et Marie-Anna CHEVALIER), « Le marquis d’Albon (1866-1912) et son Cartulaire général de l’ordre du Temple », Hereditas monasteriorum, vol. 1, 2012, p. 107-128 ; http://www.kasaty.pl/hm-magazine/
- E-G. Léonard, Introduction au Cartulaire Manuscrit du Temple (1150-1317) constitué par le Marquis d'Albon.
- Préface de J. Beyssac au Cartulaire général du Temple, p. IX-XII.
- M. Elie Berger, dans l'Annuaire-Bulletin de la Société de l'Histoire de France (1913, p. 84).
- Nécrologie dans le Bulletin de la Diana (t. XIX, 1913, p. 25-26).
- Le Marquis d'Albon, M. de Terrebasse. Lyon, Société des Bibliophiles Lyonnais, 1948.